# Lissa Lewis
Lissa Lewis is de artiestennaam van de Vlaamse zangeres Lissa Meseure uit het Antwerpse Stabroek. Ze is de dochter van Frank Meseure en Chris Van Hoof, de leden van het accordeon duo De Melando's.

## Levensloop
Lissa Meseure werd op 14 januari 1994 geboren te Kapellen. Vanaf haar 8 jaar volgde ze notenleer en piano aan de muziekacademie van Kalmthout.
In 2014 bracht ze haar eerste eigen nummer uit, de single Gouden Glimlach die meteen in alle Vlaamse hitparades geraakte. 2015 was haar jaar van doorbraak waarin ze haar debuutalbum Sprong in het duister uitbracht. Dat jaar studeerde ze ook af aan de Hogeschool Antwerpen als leerkracht Muzikale Opvoeding. Hierdoor kon ze starten als lerares musical in een privé muziekschool.
In 2016 stond Lissa op het podium van Het Schlagerfestival in Hasselt. Kort daarna bracht ze samen met Rob de Nijs het duet De wereld draait door uit.
Tijdens de corona periode toonde ze haar muzikale creativiteit tijdens 2 tuinconcerten in het huis van haar ouders. Na het bakken van een fruittaart voor haar grootvader had het bakvirus haar te pakken en startte ze Lissa's caketime. Daar kunnen klanten terecht voor allerlei soorten taart en gebak.
In 2022 bracht ze haar 2de album Kiezen uit en ontving ze de loftrompet voor Beste zangeres. Op 20 augustus van hetzelfde jaar trad ze op het gemeentehuis van Stabroek in het huwelijk met Niels.
In februari 2023 kwam Jacky Lafon met de vraag of Lissa mee wou doen met haar zomershow De tijd van toen in Het Witte Paard te Blankenberge. Lissa kwam daar als kind regelmatig met haar grootouders en stemde toe. Later dat jaar volgde voor haar in dezelfde revuetempel nog een tweede show genaamd Winterwonderland.
In 2024 wordt ze opnieuw actief in het groepje Houden van een samenwerking met Celien de dochter van Margriet Hermans en Hannelore Candries de dochter van Connie Neefs. Ze treedt op in Het Witte Paard met de show Jonger dan je denkt en Winterwonderland 2024. Lissa staat 10 jaar op de planken en brengt dat op 23 juni 2024 onder de aandacht met een muzikaal concert te Kapellen.

## Prijzen
- 2015 Radio 2 Zomerhit: doorbraak van het jaar.
- 2017 Loftrompet voor het beste duet 'De wereld draait met Rob de Nijs.
- 2022 Loftrompet voor de beste zangeres.

## Shows
- 2011 Muzikantenstad, met haar ouders Frank Meseure en Chris Van Hoof.
- 2012 Houden van Griffelrock in het Antwerpse Sportpaleis
- Het Witte Paard in Blankenberge:
  - 2023 De tijd van toen
  - 2023-2024 Winterwonderland
  - 2024 Jonger dan je denkt
  - 2025 Zen aan zee[1]
  - 2025-2026 Let it snow[2]

## Media

### Discografie

#### Albums
| Jaar | Titel                 |
| ---- | --------------------- |
| 2015 | Sprong In Het Duister |
| 2022 | Kiezen                |

#### Singles
| Jaar | Titel                       | Info                     |
| ---- | --------------------------- | ------------------------ |
| 2012 | Een zondag in Avignon       |                          |
| 2012 | Hij gelooft in mij          |                          |
| 2012 | Vader van mijn moeder       |                          |
| 2014 | Gouden Glimlach             |                          |
| 2015 | Les Sunlights Des Tropiques |                          |
| 2015 | Boven de wolken             |                          |
| 2015 | De ware voor mij            |                          |
| 2015 | Hartsvriendinnen            |                          |
| 2015 | Jij doet me leven           |                          |
| 2015 | Laatste adem                |                          |
| 2015 | Lied van ons twee           |                          |
| 2015 | Nu de hemel open gaat       |                          |
| 2015 | Telkens ik mijn ogen sluit  |                          |
| 2015 | Wat ik voor je voel         |                          |
| 2016 | De wereld draait door       | een duet met Rob de Nijs |
| 2017 | Volmaakt                    |                          |
| 2018 | M'n eigen gang gaan         |                          |
| 2018 | Rots                        |                          |
| 2019 | Leve het leven              |                          |
| 2019 | Pak maar m'n hand           | een duet met Lindsay     |
| 2019 | Zoveel hou ik van jou       |                          |
| 2020 | Regenboogmeisje             |                          |
| 2020 | Vanaf nu                    |                          |
| 2022 | Laat me nog één keer        |                          |
| 2022 | Zoveel hou ik van je        |                          |
| 2022 | Diep in mij                 | een duet met John Terra  |
| 2023 | Het lijkt wel zomer         |                          |
| 2024 | Jij Laat Me Vrij            |                          |

### Televisie
- 2015 Feest op de Amstel - 200 jaar Nederlands koninkrijk met André Hazes jr. op NOS.
- 2015-heden, regelmatige interviews op MENT TV
- 2023 Tien om te zien